# Alexandre II d'Escòcia
Alexandre II d'Escòcia (gaèlic escocès: Alasdair mac Uilliam Garbh, Haddington, East Lothian, 24 d'agost de 1198 - 6 de juliol de 1249) fou rei d'Escòcia, fill i successor de Guillem el Lleó. Va vèncer definitivament els pretendents celtes McWilliams i McHeath el 1215; va sotmetre Argyll el 1222 i el va cedir en feu als Campbell, que n'adoptaren el títol de xèrif, i també va incorporar definitivament els pictes de Galloway. El 1237, endemés, hagué de reconèixer definitivament la línia divisòria Tweed-Cheviot amb Anglaterra i renuncià a expandir-se pels comtats del nord d'Anglaterra, de tal manera que Escòcia assolirà els límits definitius actuals. També es casà amb Joana, filla d'Enric III d'Anglaterra, i el 1234 imposaria per força als comtats la divisió entre tres cohereus segons la legislació feudal. A la mort de la seva esposa va casar-se amb Maria de Coucy, mare del seu fill i successor Alexandre III.
També va reunir el 1235 per primer cop el Parlament escocès, amb rol judicial i polític, on hi havia tres estats (clergues, barons i burgesos) en una sola cambra. El poder legislatiu serà atribuït al Lords of Articles, petit comitè escollit pels estats, i que després passava al parlament. Els afers judicials eren delegats a un comitè de Lords Auditors.